# Rue du Pâquier
La rue du Pâquier (en wallon : rowe dè Påquî) est une rue ancienne de Liège (Belgique) située dans le quartier d'Outremeuse.

## Odonymie
Le nom de la rue proviendrait d'une enseigne de magasin ou de brasserie représentant un buis. Le buis se dit Påquî ou Påkî en wallon.

## Histoire
Cette artère ancienne daterait probablement de l'époque de la première construction de l'église Saint-Pholien (1189). Ce premier édifice avait une orientation différente, le chevet se trouvant à l'est. La rue se situait derrière ce chevet. Lors de la dernière reconstruction de l'église en 1914, l'axe de la rue a été modifié pour permettre la réalisation du nouveau plan de voirie.

## Situation et description
Cette rue pavée, plate et rectiligne mesure approximativement 140 mètres. Située à l'arrière et sur le côté droit de l'église Saint-Pholien, elle relie le quai des Tanneurs au boulevard de la Constitution. Elle applique un sens unique de circulation automobile dans le sens Constitution-Tanneurs. La rue est traversée par la pittoresque rue des Écoliers. Elle compte une vingtaine d'immeubles.

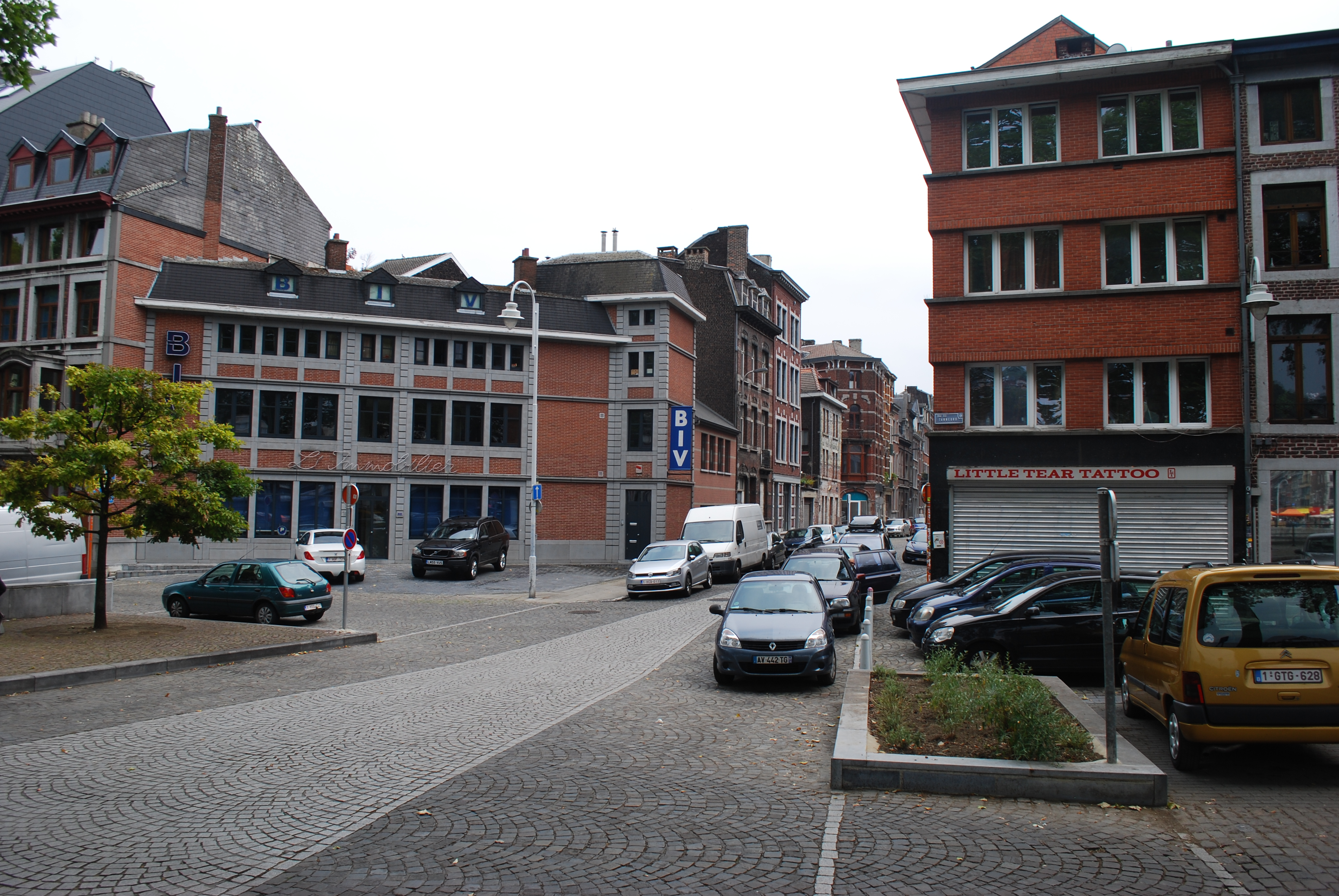
Au centre, la rue du Pâquier vue depuis le quai des Tanneurs

## Architecture
L'église Saint-Pholien.
L'immeuble sis aux nos 5/7 possède des moulures à motifs floraux placés aux linteaux sous arcs de décharge de huit baies de la façade . Une tête figure aussi sur le linteau de la porte cochère.
La maison de coin avec la rue des Écoliers (no 17) construite au début du XVIIIe siècle présente sur la rue du Pâquier un pignon aveugle bâti en moellons de pierre calcaire et de grès pour le quart inférieur (rez-de-chaussée), en bandeaux successifs de pierre calcaire et de brique pour le quart au-dessus (premier étage) et en brique avec colombages pour la moitié supérieure (second étage).

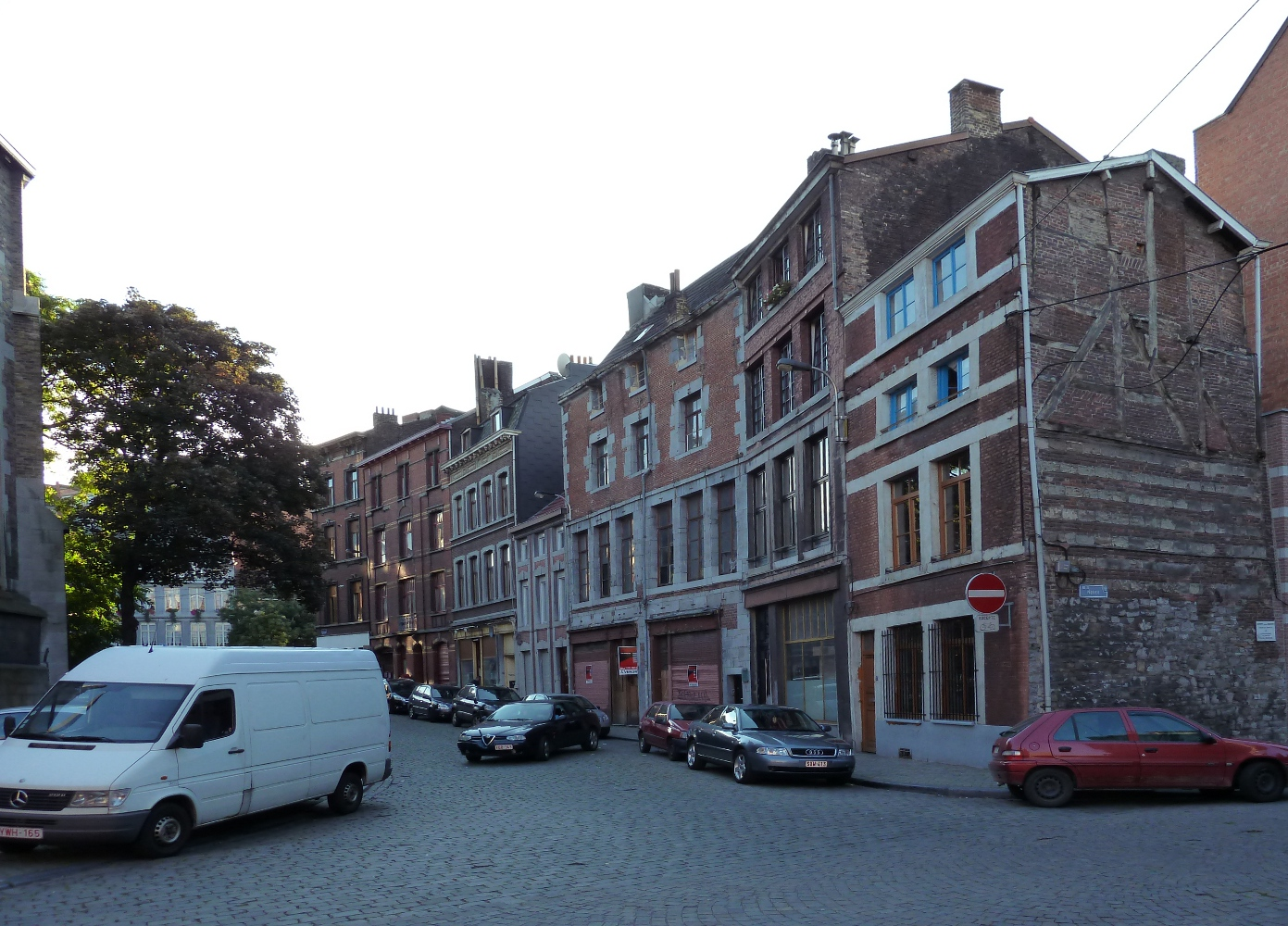
À droite, la maison du n°17 de la rue des Écoliers et le pignon décrit ci-dessus

## Voies adjacentes
- Quai des Tanneurs
- Rue des Écoliers
- Boulevard de la Constitution